# Ellinor von Puttkamer
Ellinor von Puttkamer (né le 18 juillet 1910 à Versin, arrondissement de Rummelsburg-en-Poméranie et mort le 13 novembre 1999 à Bonn ; nom complet Ellinor Helene Ottony Erna von Puttkamer) est une diplomate et historienne allemand. Elle est du 20 janvier 1969 à 1974, comme ambassadeur, elle est la chef de la représentation allemande auprès du Conseil de l'Europe.

## Biographie
Ellinor von Puttkamer est le septième et plus jeune enfant du conseiller général et propriétaire foncier Andreas von Puttkamer et de sa femme Elsbeth von Puttkamer, née von Zitzewitz. La famille Puttkamer est l'une des plus anciennes familles nobles de Poméranie. Ellinor von Puttkamer étudie l'histoire de 1930 à 1936 et obtient un doctorat en 1936 avec sa thèse La France, la Russie et le trône de Pologne en 1733.. De 1936 à 1945, elle travaille à l'Institut Kaiser-Wilhelm de droit public comparé et de droit international à Berlin. Elle étudie également le droit à Berlin de 1940 à 1942, mais ne peut pas terminer ses études.
Après la Seconde Guerre mondiale, elle travaille pendant de courtes périodes comme enseignante à l'Université de Heidelberg, comme assistante à l'Université de Mayence, comme fonctionnaire dans l'administration de l'Espace économique unifié et au ministère fédéral de la Justice.
En 1953, elle entre au service extérieur. De 1969 jusqu'à sa retraite en 1974, elle est ambassadrice auprès du chef de la représentation allemande auprès du Conseil de l'Europe à Strasbourg. Elle est la première femme ambassadrice de l'histoire de la République fédérale d'Allemagne.
En plus de son travail à temps plein, Ellinor von Puttkamer continue à travailler comme historienne. En 1951, elle obtient son habilitation à l'Université de Bonn avec son ouvrage, La Démocratie nationale polonaise, déjà publié en 1944, et reçoit la Venia Legendi d'histoire constitutionnelle comparée et d'histoire de l'Europe de l'Est. En 1963, elle est nommée professeure associée. Entre autres choses, elle écrit des ouvrages sur l'histoire de la Poméranie. De 1976 à 1987, elle fait partie du comité de rédaction des Baltische Studien, où elle publie de nombreuses critiques de livres, notamment - favorisées par sa bonne connaissance du polonais - sur les écrits de langue polonaise.
En 1968, elle reçoit la Grand-Croix du Mérite de la République fédérale d'Allemagne.
En 2020, une salle du bâtiment du ministère fédéral des Affaires étrangères à Berlin est nommée "Ellinor-von-Puttkamer-Saal" d'après Ellinor von Puttkamer. Selon ses propres termes, le ministère fédéral des Affaires étrangères honore ainsi "une pionnière d'une politique étrangère égalitaire dans laquelle la diplomatie n'est pas une 'affaire d'hommes'".

## Travaux

### Monographies
- Frankreich, Rußland und der polnische Thron 1733. Ein Beitrag zur Geschichte der französischen Ostpolitik. Ost-Europa-Verlag, Königsberg, Berlin 1937, 116 Seiten.
- Die polnische Nationaldemokratie. Burgverlag, Krakau 1944.
- Föderative Elemente im deutschen Staatsrecht seit 1648. Musterschmidt, Göttingen, Berlin, Frankfurt am Main 1955, 191 Seiten.
- Die Bundesrepublik Deutschland und die Vereinten Nationen. Oldenbourg Verlag, München 1966. (gemeinsam mit Heinz Dröge und Fritz Münch)
- Geschichte des Geschlechts von Puttkamer (= Deutsches Familienarchiv, Band 83–85). Degener, Neustadt an der Aisch 1984,  (ISBN 3-7686-5064-2).

### Essais
- Die Curzon-Linie als Ostgrenze Polens. In: Die Wandlung (de). Band 2, 2. Heft (15. April 1947). Verlag Lambert Schneider, Heidelberg, S. 175–183.
- Die Lande Lauenburg und Bütow – internationales Grenzgebiet. In: Baltische Studien. Neue Folge Band 62, 1976,  (ISSN 0067-3099), S. 7–22.
- Die Swenzonen und das Land Schlawe. In: Manfred Vollack (de) (Hrsg.): Der Kreis Schlawe – Ein pommersches Heimatbuch. Band 1. 2. Auflage. Husum Druck- und Verlagsgesellschaft, Husum 1997,  (ISBN 3-88042-239-7), S. 545–550.
- Die Bauernbefreiung im östlichen Hinterpommern. In: Manfred Vollack (Hrsg.): Der Kreis Schlawe – Ein pommersches Heimatbuch. Band 1. 2. Auflage. Husum Druck- und Verlagsgesellschaft, Husum 1997,  (ISBN 3-88042-239-7), S. 603–608.